# 堀誠
堀 誠（ほり まこと、1954年8月1日 - ）は、日本の中国文学者。専門は日中比較文学。早稲田大学教授、西安交通大学名誉教授。

## 来歴
栃木県栃木市生まれ。1977年、早稲田大学教育学部国語国文学科卒業、1980年早稲田大学大学院文学研究科中国文学専攻修士課程修了。1984年同大学院単位取得満期退学。澤田瑞穂に師事した。
1982年早稲田大学文学部助手、1984年同大学教育学部助手、1985年同学部専任講師、1988年同助教授、1994年同教授。2010年9月、「日本の中国文学受容に関する研究」で博士（学術）を取得。早稲田大学教育総合研究所所長（2010年～2016年）、早稲田大学大学院教育学研究科教職研究科長（2016年～2018年）を歴任。

## 著書
- 『流謫の花 ―中国の文学と生活―』（研文出版、2003年11月）
- 『日中比較文学叢考』（研文出版、2015年9月）
- 『国語科教材の中の「中国」』（学文社、2021年3月）
- 『日中比較文学の小径 ―古今逍遙―』（汲古書院、2021年5月）
- 『中国通俗小説故事論考　『平妖伝』とその周辺』（研文出版、2023年4月）

共著ほか
- 黄仁宇『万暦十五年 一五八七「文明」の悲劇』（共訳、東方書店、1989年8月）
- 『中国の群雄 三 覇権争奪』（真鍋呉夫共著、講談社、1998年2月）- 項羽を担当
- 『漢字・漢語・漢文の教育と指導』（編者、学文社、2011年3月）
- 『古典「漢文」の教材研究』（編者、学文社、2018年3月）
- 『「古典探究」の漢文関連教材をめぐる実践と研究』（編者、学文社、2025年3月）

学位論文
- 堀誠『日本の中国文学受容に関する研究』 早稲田大学〈博士 (学術) 乙第2271号〉、2010年。 NAID 500000543084。